# Kodīnar
Kodīnar är en ort i Indien.   Den ligger i distriktet Amreli och delstaten Gujarat, i den västra delen av landet, 1 100 km sydväst om huvudstaden New Delhi. Kodīnar ligger 31 meter över havet och antalet invånare är 34 930.
Terrängen runt Kodīnar är mycket platt. Runt Kodīnar är det tätbefolkat, med 356 invånare per kvadratkilometer. Det finns inga andra samhällen i närheten. Omgivningarna runt Kodīnar är en mosaik av jordbruksmark och naturlig växtlighet.